# Egon II de Fribourg
Egon II de Fribourg, né en 1263 et mort le 24 décembre 1317 ou 1318, est un comte de Fribourg-en-Brisgau.

## Biographie
À la mort de son père, et en accord avec son oncle Henri Ier de Fürstenberg, il devient comte de Fribourg en association avec son frère Henri. Il a de fréquentes discordes avec les habitants de Fribourg qui s'étaient vu accorder des privilèges semblables à ceux de Colmar par l'empereur Rodolphe Ier du Saint-Empire. Afin d'assurer sa mainmise sur les Fribourgeois il fait appel aux troupes de l'évêque Conrad de Lichtenberg, la bataille qui devait s'engager sera fatale au prélat. Guerrier et dépensier il n'hésite pas à vendre ou à engager ses terres si bien que son fils Conrad III, avec l'accord de l'empereur Louis IV du Saint-Empire, se voit dans l'obligation de le retenir prisonnier dans son propre château jusqu'à ce qu'Egon lui remette le comté en 1315.

## Mariage et succession
Il épouse vers 1271 Catherine, (? - après le 12 juin 1283), fille de Louis Ier de Lichtenberg et d'Adelheid von Ettendorf, de qui il a :
- Conrad III de Fribourg qui lui succède,
- Heinrich, (? - 29 septembre 1311/13), chanoine de Strasbourg,
- Gebhard, (? - Strasbourg 31 mai 1337), chanoine de Strasbourg, il perd son élection au siège d'évêque contre Berthold II de Bucheck,
- Egeno, (? - 14 juillet 1298), chanoine de Strasbourg,
- Sophie, (? - après 1335), elle épouse en 1286 Frédéric V comte de Leiningen,
- Élisabeth, (? - 13 octobre 1322), elle épouse en 1298 Hartmann Ier de Kibourg,
- Claire, (? - 1316), religieuse à Strasbourg.

## Sources
- Nicolas Viton de Saint-Allais, L'Art de vérifier les dates des faits historiques, des chartes, des chroniques et autres anciens monuments, depuis la naissance de Notre-Seigneur, par le moyen d'une table chronologique, 1819 (lire en ligne), p. 63 à 65
- Julius Kindler von Knobloch, Oberbadisches Geschlechterbuch, Heidelberg, Carl Winter's Universitätsbuchhandlung, 1894 (lire en ligne), p. 388 et 399

- Médiéval Généalogie
- Geneall, Graf von Freiburg
- Fabpedigree, Freiburg
- Roglo, Grf von Freiburg